# فرد ألين (لاعب كرة قدم)
فرد ألين (بالإنجليزية: Fred Allen)‏ هو لاعب كرة قدم بريطاني (وحمل سابقاً جنسية المملكة المتحدة لبريطانيا العظمى وأيرلندا) في مركز جناح ‏، ولد في 1 يوليو 1860 في المملكة المتحدة، وتوفي في 1926 في برمنغهام في المملكة المتحدة. لعب مع برمنغهام سيتي ونادي لوتون تاون.